# Grønlandstraktaten (1951)
 For alternative betydninger, se Grønlandstraktaten. (Se også artikler, som begynder med Grønlandstraktaten)
Forsvarsaftalen af 1951 (officielt Overenskomst i henhold til Den nordatlantiske Traktat mellem Regeringerne i Kongeriget Danmark og Amerikas Forenede Stater om forsvaret af Grønland) eller Grønlandstraktaten var en traktat indgået mellem Danmark og USA den 27. april 1951. Traktaten afløste Grønlandstraktaten fra 1941, der blev indgået på egen hånd af Danmarks gesandt i USA Henrik Kauffmann og efter afslutningen af 2. verdenskrig godkendt af den danske Rigsdag i 1945.
Forsvarsaftalen blev indgået kort efter, at Danmark havde tilsluttet sig Atlantpagten og derved gjort op med sin lange tradition for neutralitetspolitik. Ved forsvarsaftalen aftalte Danmark og USA at forene bestræbelserne på et kollektivt forsvar af den danske koloni Grønland og Danmark tillod USA at opføre baser på Grønland og at have uhindret adgang til disse.
Forsvarsaftalen indeholder ikke bestemmelser, der udtrykkeligt regulerer, hvorvidt USA kan opbevare kernevåben på baserne i Grønland eller overflyve Grønland med atombevæbnede fly. USA meddelte i 1957 den danske regering, at USA mente, at forsvarsaftalens skulle forstås således, at USA havde mulighed for at opbevare atomvåben i Grønland. Den danske regering meddelte USA, at man tog dette til efterretning. Over for den danske offentlighed hævdede den danske regering imidlertid, at det var dansk politik ikke at tillade atomvåben i fredstid, og at dette også omfattede Grønland. Efter en flyulykke i 1968, hvor et atombevæbnet B-52 bombefly styrtede ned nær Thule Air Base, opstod en omfattende debat i Danmark om forholdene på den amerikanske base, og USA og Danmark indgik herefter en aftale, hvorefter der ikke længere blev opbevaret atomvåben i Grønland.

## Baggrund
Den tyske invasion af Danmark den 9. april 1940 skabte en vanskelig situation for den danske koloni Grønland. Grønland blev ikke besat, men med et besat Danmark, var der ingen stat, der kunne garantere områdets suverænitet. Storbritannien opbragte alle skibe fra de områder af Europa, der var kontrolleret af aksemagterne, hvilket skabte en vanskelig situation for Grønland, der således ikke kunne få forsyninger fra Danmark. Såvel Storbritannien som Canada lagde planer for en besættelse af Grønland. Canada var en del af det britiske Commonwealth og havde siden 1939 været en krigsførende nation mod aksemagterne.
Udbruddet af 2. verdenskrig havde gjort den danske koloni Grønland interessant for USA. Grønland er en del af den amerikanske kontinent og dets placering i Nordatlanten var af strategisk betydning for opretholdelsen af forsyningslinjerne mellem USA og Europa. Dertil kom, at Grønland havde store forekomster af mineralet kryolit, der benyttes ved fremstillingen af metallet aluminium, der var af stor betydning for fremstilling af fly. Den danske gesandt i USA, Henrik Kauffmann meddelte dagen efter Invasionen af Danmark i 1940, at han ikke ville tage imod ordrer fra den danske regering, og Kaufmann varetog herefter på egen hånd de "frie" danske interesser overfor USA. USA var indtil angrebet på Pearl Harbor ikke en del af de stridende parter under krigen, men havde en interesse i at sikre sig militær kontrol med Grønland. Kaufmann indgik på årsdagen for Danmarks besættelse, den 9. april 1941 på egen hånd, men "i Kongens navn", en aftale mellem Danmark og USA, hvorefter USA varetog forsvaret af Grønland med ret til at oprette baser på øen. Den indgåede traktat, ofte kaldet Kaufmanntraktaten, var en belastning for den danske regering, der med samarbejdspolitikken forsøgte at afbøde virkningerne af den tyske besættelse, og Kaufmann blev omgående afskediget, men traktaten blev kort efter krigens afslutning ratificeret af den danske Rigsdag.
Efter krigen ønskede Danmark, at USA rømmede baserne på Grønland som det var forudsat i Kaufmanntraktaten fra 1941. Danmarks sikkerhedspolitiske situation i de første år efter krigen var dog vanskelige. Som neutral nation var Danmark uden alliancepartnere i den begyndende Kolde krig, og da planerne om en Skandinavisk forsvarsalliance ikke kunne realiseres, måtte Danmark vælge side under den Kolde krig og tilslutte sig Atlantpagten i 1949. Spørgsmålet om Grønlands forsvar var imidlertid fortsat uløst. Danmark havde begrænsede ressourcer til at varetage sit eget forsvar og var ude af stand til at varetage forsvar af Grønland.
På denne baggrund indgik Danmark og USA den 27. april 1951 en aftale om Grønlands forsvar, der afløste Kaufmanntraktateten. Traktaten blev ratificeret af Statsrådet den 29. maj 1951 og endeligt af Rigsdagen den 8. juni 1951.

## Indholdet af Grønlandstraktaten
Ved Grønlandstrakten giver Danmark USA ret til at oprette forsvarsområder på Grønland og at drive disse forsvarsområder. Ved traktatens artikel 7 fik USA ret til at indføre og oplagre "enhver form for materiel, udrustning og forsyninger, ... til benyttelse eller forbrug af medlemmer af De Forenede Staters militære styrker". Traktaten indeholder ikke begrænsninger med hensyn til hvilket typer af materiel og udrustning, der kan indføres af USA til forsvarsområderne, ligesom traktaten ikke omtaler atomvåben.

## Tiden efter indgåelsen af traktaten
Kort efter indgåelsen af traktaten påbegyndtes Operation Blue Jay, en opførelse af en amerikansk militærbase ved Uummannaq (Gammel Thule), senere kaldet Thule Air Base. Projektet var oprindelig hemmeligt, men blev offentliggjort i september 1952. Thule Air Base var færdigudbygget i 1953. I 1957 forespurgte den amerikanske ambassadør i København statsminister H.C. Hansen, om den danske regering ønskede at blive underrettet, hvis amerikanerne placerede atomvåben på basen. H.C. Hansen svarede, at traktaten indeholdt bestemmelser, der gav USA ret til at opbevare forsyninger m.v. på basen og at forsyninger til basen kunne indføres uden forudgående inspektion, og at ambassadørens henvendelse herudover ikke gav anledning til bemærkninger. Den danske regerings officielle politik var dog, at man ikke tillod udstationering af atomvåben på dansk grund i fredstid. Der opstod således en større debat, da et amerikansk atombevæbnet B-52 bombefly styrtede ned tæt ved Thule Air Base i 1968 kort forinden et folketingsvalg. Under den efterfølgende "Thulesag" bedyrede den danske regering, at den danske atompolitik også omfattede Grønland. Efter folketingsvalget blev der mellem Danmark og USA den 31. maj 1968 indgået en aftale, hvorefter den skete ophør af amerikansk oplagring af atomvåben i Grønland og overflyvning af grønlandsk luftrum med atombevæbnede fly. Det forulykkede bombefly ved Thule var en del af programmet Operation Chrome Dome, hvor atombevæbnede amerikanske bombefly konstant var på vingerne, men efter Thuleulykken og et tilsvarende flystyrt i 1966 ved Palomares i Spanien, blev programmet indstillet, bl.a. også fordi den militære udvikling (udviklingen af ballistiske missiler og forbedrede sovjetiske jord-til-luft missiler til nedskydning af indtrængende fly) havde gjort programmet forældet.